# Corné van Kessel
Corné van Kessel (Veldhoven, 7 agosto 1991) è un ciclocrossista e ciclista su strada olandese che corre per il team Deschacht-Hens-Maes. Specialista del ciclocross, si è classificato quinto ai campionati del mondo 2017.

## Palmarès

### Cross
- 2000-2009 (Juniores)

Grote Prijs Sven Nys, Juniores
- 2009-2010 (Under-23)

Campionati olandesi, Under-23
- 2012-2013 (Under-23)

Cyclocross Essen, 3ª prova Bpost Bank Trofee Under-23 (Essen)
Azencross, 4ª prova Bpost Bank Trofee Under-23 (Loenhout)
- 2015-2016

Centrumcross (Surhuisterveen)
- 2016-2017

Cross-Race Grand Prix Luzern (Pfaffnau)
Centrumcross (Surhuisterveen)
- 2017-2018

Grote Prijs van Hasselt, 3ª prova Soudal Classics (Hasselt)
Cyclocross Leuven, 5ª prova Soudal Classics (Lovanio)
- 2018-2019

Grand-Prix de la Commune de Contern (Contern)
Zilvermeercross (Mol)

### Strada

#### Altri successi
- 2018 (Telenet Fidea Lions)

Classifica scalatori Tour de la Province de Liège
- 2023 (Team Deschacht - Group Hens - Containers Maes)

2ª tappa Ronde van Vlaams-Brabant (Goetsenhoven > Goetsenhoven)
4ª tappa, prima semitappa Ronde van Vlaams-Brabant (Tremelo > Bertem)
5ª tappa Ronde van Vlaams-Brabant (Bertem > Leefdaal)
Classifica a punti Ronde van Vlaams-Brabant

## Piazzamenti

### Classiche monumento
- Liegi-Bastogne-Liegi

2022: ritirato

### Competizioni mondiali
- Campionati del mondo di ciclocross

Hoogerheide 2009 - Junior: 2º
Tábor 2010 - Under-23: 18º
Louisville 2013 - Under-23: 9º
Hoogerheide 2014 - Elite: 12º
Tábor 2015 - Elite: ritirato
Heusden-Zolder 2016 - Elite: 18º
Bieles 2017 - Elite: 5º
Valkenburg 2018 - Elite: 26º
Bogense 2019 - Elite: 17º
Dübendorf 2020 - Elite: 7º
Ostenda 2021 - Elite: 11º
Fayetteville 2022 - Elite: 25º
Hoogerheide 2023 - Elite: ritirato
Tábor 2024 - Elite: 33º

### Competizioni europee
- Campionati europei di ciclocross

Liévin 2008 - Junior: 28º
Minderhout 2009 - Under-23: 23º
Lucca 2011 - Under-23: 15º
Ipswich 2012 - Under-23: 2º
Huijbergen 2015 - Elite: 8º
Pontchâteau 2016 - Elite: 10º
Tábor 2017 - Elite: 9º
Rosmalen 2018 - Elite: 12º
Silvelle 2019 - Elite: 14º
Rosmalen 2020 - Elite: 14º
Drenthe-Col du VAM 2021 - Elite: ritirato